# 広島県立広島井口高等学校
広島県立広島井口高等学校（ひろしまけんりつ　ひろしまいのくちこうとうがっこう）は広島市西区井口明神に所在する公立の高等学校。

## 設置学科
- 普通科

## 概要
1978年に開校。
1956年に導入された総合選抜制度下で「広島市内五校」（国泰寺高校・皆実高校・観音高校・基町高校・舟入高校）と呼ばれた公立高校と同一グループで選抜を行っていた。 現在は廃止されており、単独選抜で行われている。

## 沿革
- 1977年　広島市PTA連合会が中心となり20万名に及ぶ署名を添えた高校増設に関する請願が広島県議会に提出され、第4学区に高校を1校設置することを決定。
- 1978年　全日制普通科単科校として現在地に開校。
総合選抜制度の下、国泰寺高校・観音高校・皆実高校・基町高校・舟入高校との一括募集にて入学者選抜を行う。
- 1991年　総合選抜制度下の「広島市内六校」を東西2学校群に分割。井口高校は観音高校・舟入高校とともに西部グループに属する。
- 1998年　総合選抜制度全廃。単独選抜に移行。
オーストラリアエリザベスカレッジと姉妹校提携。
- 2000年　ハワイ州立アイエアハイスクールと姉妹校提携。

## 校章
橘の葉三枚に「旭日と波」を組み合わせて図案化したもの。京都御所紫宸殿の「右近の橘、左近の桜」など、桜と並ぶ日本を代表する花である橘は「文化」を象徴し、三枚の葉は井口高校の教育目標である「英知」「情操」「意欲」を表している。旭日と波は古くから文化の栄えた瀬戸内海のあけぼのを表し、広島湾の埋立地に新たに誕生した井口高校の姿を象徴している。井口高校の職員・生徒が一体となって、新しい土地に、新しい文化を創造する姿を表したものである。
「広島市内六校」は井口高校の橘と同様に各校ともシンボルツリー（校樹）を制定しており、舟入高校以外の5校の校章は、いずれも自校のシンボルツリーの葉を図案化したものであるという共通点がある。また基町高校・舟入高校以外の県立4校の校章は、一般的な高校の校章によく見られる中央に「高」の文字を配したデザインを敢えて取っていない点も共通している。

## 姉妹校
- エリザベスカレッジ（オーストラリア） (英称:Elizabeth College)

タスマニア島ホバート中心部にある公立校。毎年8月、タスマニアで語学研修を行う。
- ハワイ州立アイエアハイスクール（アメリカ合衆国） (英称:Aiea High School)

2019年度は海外の姉妹校からの訪問はありません

## アスベスト問題
2006年に行われた専門業者によるアスベスト含有濃度測定調査の結果、井口高校施設の吹き付け材の一部に含有が認められた。

## アクセス
- 広島電鉄宮島線　井口駅下車徒歩5分
- JR山陽本線　新井口駅下車徒歩10分

## 著名な出身者
- ウエノコウジ - ロックベーシスト。元thee michelle gun elephant
- くらはしけんじ - シンガーソングライター、音楽プロデューサー、ラジオパーソナリティ
- こうの史代 - 漫画家
- 竹下美保 - 岡山放送 企業広報担当部長（2018年時点）、元岡山放送アナウンサー
- 浜崎直子 - ロックボーカリスト。元Replica
- 三上絵里 - 元テレビ新広島アナウンサー
- 二階堂和美 - シンガーソングライター、僧侶
- 住谷綾香 - フリーアナウンサー、元とちぎテレビアナウンサー
- 河邉賢裕 - 外交官、内閣官房副長官補 (2025年7月-)、外務省総合政策局長 (2023年8月-)、北米局長（大使) (2022年9月-2023年7月)
- 和泉崇司 - 俳優、起業家